# Syndetikon

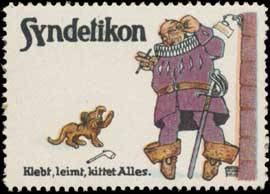
"Syndetikon. Klebt, leimt, kittet Alles." Werbung gestaltet von August Hajduk (1899)

Syndetikon war der Markenname eines durch Otto Ring & Co. seit 1880 hergestellten dickflüssigen Klebstoffs auf Fischleim-Basis.
Der Name rührt vom griechischen Verb syndein, was so viel wie "zusammenbinden, verknüpfen" bedeutet.
Anfang des 20. Jahrhunderts war Syndetikon einer der bekanntesten Alleskleber in Deutschland. Ein häufig benutzter Werbeslogan war damals "Syndetikon klebt, leimt und kittet alles". Der deutsche Grafiker Friedrich Wilhelm Kleukens war lange Zeit als freier Künstler für das Unternehmen als Plakatgestalter tätig und die Firma ließ auch Plakate von Fritz Hellmuth Ehmcke und August Hajduk gestalten.

## Beschaffenheit
Im Handbuch der physikalisch-chemischen Technik für Forscher und Techniker von Kurt Arndt heißt es: „Da das dickflüssige Syndetikon rasch bindet, so eignet es sich, wenn man rasch etwas leimen will. Da es aber nach dem Trocknen spröde ist, so hält die geleimte Stelle manchmal nicht lange.“
In einem Handbuch für Drogisten heißt es 1893: „Der unter den Namen Fischleim, Syndetikon etc. in den Handel kommende, dickflüssige Klebstoff wird, namentlich in Norwegen, durch Auskochen von allerlei Fischtheilen, Eingeweiden, Schwimmblasen etc. bereitet. Neuerdings ist das Syndetikon vielfach nur eine dicke Zuckerkalklösung.“

### Herstellung
Zur Herstellung benötigt man laut des Pharmazeuten Adolf Vomácka zunächst Zucker (60,0) und Wasser (180,0). Beides wird „… durch Kochen gelöst. In die noch heiße Lösung werden 15,0 gelöschter, zerfallener Kalk eingetragen und das Ganze an einem warmen Orte unter öfterem Umrühren einige Tage bei Seite gesetzt. Dann läßt man absetzen, gießt die entstandene klare Zuckerkalklösung ab, läßt in derselben 60,0 Kölner Leim quellen und verflüssigt nach 24 Stunden durch Erwärmen. Dieser Leim klebt vorzüglich, darf aber nicht für gefärbte Papiere, Leder etc. verwendet werden.“